# Nickelodeon Kids' Choice Awards 2011
De Nickelodeon Kids' Choice Awards 2011 was de 24e editie van de jaarlijkse prijsuitreikingshow van de kinderzender Nickelodeon. De show vond plaats op 2 april 2011 in Los Angeles en werd gepresenteerd door Jack Black en Tom Kenny. Acteurs Aaron Fresh, Daniella Monet, Noah Munck en Jeff Sutphen verzorgden de preshow-presentatie.

## Categorieën
Winnaars zijn dikgedrukt

1 Geeft aan dat dit de eerste keer is dat hij/zij genomineerd is.

2 Geeft de winnaar van vorig jaar aan in de desbetreffende categorie.

### Televisie

#### Favoriete tv-show
- Big Time Rush 1
- iCarly 2 (Derde keer op rij)
- The Suite Life on Deck
- Wizards of Waverly Place

#### Favoriete Realityshow
- American Idol 2 (Winnaar)
- America's Funniest Home Videos 1
- America's Got Talent 1
- Wipeout

#### Favoriete televisieacteur
- Joe Jonas voor Jonas L.A. als Joe Lucas
- Nick Jonas voor Jonas L.A. als Nick Lucas
- Cole Sprouse voorThe Suite Life on Deck als Cody Martin
- Dylan Sprouse voor The Suite Life on Deck als Zack Martin (Derde keer op rij)

#### Favoriete televisieactrice
- Miranda Cosgrove voor iCarly als Carly Shay
- Miley Cyrus voor Hannah Montana als Miley Stewart/Hannah Montana
- Selena Gomez voor Wizards of Waverly Place  als Alex Russo (Derde keer op rij)
- Victoria Justice voor Victorious als Tori Vega1

#### Favoriete tv-sidekick(nieuwe categorie)
- David Henrie voor Wizards of Waverly Place als Justin Russo
- Jennette McCurdy voor iCarly als Sam Puckett (Winnaar)
- Noah Munck voor iCarly als Gibby Gibson
- Brenda Song voor The Suite Life on Deck als London Tipton

#### Favoriete Cartoon
- De pinguïns van Madagascar
- Phineas and Ferb
- Scooby-Doo! Mystery Incorporated 1
- Back at the Barnyard
- SpongeBob SquarePants 2 (Derde keer op rij)

### Film

#### Favoriete film
- Alice in Wonderland
- Diary of a Wimpy Kid
- Harry Potter and the Deathly Hallows - Part 1
- The Karate Kid (Winnaar)

#### Favoriete filmacteur
- Jack Black als Lemuel Gulliver voor Gulliver's Travels
- Johnny Depp als Mad Hatter voor Alice in Wonderland (Winnaar)
- Dwayne Johnson als Derek Thompson voor Tooth Fairy
- Jaden Smith 1 als Dre Parker voor The Karate Kid

#### Favoriete filmactrice
- Miley Cyrus als Ronnie Miller voor The Last Song (Tweede keer op rij)
- Ashley Judd 1 als Carly voor Tooth Fairy
- Kristen Stewart als Bella Swan voor The Twilight Saga: Eclipse
- Emma Watson1 als Hermelien Griffel voor Harry Potter and the Deathly Hallows - Part 1

#### Favoriete geanimeerde film
- Despicable Me (Winnaar)
- How to Train Your Dragon
- Shrek Forever After"
- Toy Story 3

#### Favoriete stemacteur
- Tim Allen als Buzz Lightyear (Toy Story 3)
- Cameron Diaz als Prinses Fiona (Shrek Forever After)
- Tom Hanks als Woody (Toy Story 3)
- Eddie Murphy als Donkey (Shrek Forever After) (Winnaar)

#### Favoriete 'Buttkicker'
- Steve Carell als Gru voor Despicable Me
- Jackie Chan als Mr. Han voor The Karate Kid (Winnaar)
- Robert Downey jr. als Tony Stark voor Iron Man 2
- Will Ferrell als Megamind voor Megamind

### Muziek

#### Favoriete band
- Big Time Rush1
- The Black Eyed Peas 2 (Tweede keer op rij)
- Jonas Brothers
- Lady Antebellum1

#### Favoriete zanger
- Justin Bieber (Winnaar)
- Jay-Z 2 1
- Bruno Mars1
- Usher

#### Favoriete zangeres
- Miley Cyrus
- Selena Gomez 1
- Katy Perry 1 (Winnaar)
- Taylor Swift

#### Favoriete nummer
- "Baby ft. Ludacris" door Justin Bieber (Winnaar)
- "California Gurls ft. Snoop Dogg" door Katy Perry
- "Hey, Soul Sister" door Train
- "Mine" door Taylor Swift

### Sport

#### Favoriete mannelijke atleet
- Peyton Manning
- Shaquille O'Neal (Winnaar)
- Michael Phelps
- Shaun White

#### Favoriete vrouwelijke atleet
- Danica Patrick
- Lindsey Vonn1 (Winnaar)
- Serena Williams
- Venus Williams

### Overige categorieën

#### Big Help Award
- Justin Timberlake[1]

#### Favoriete boek
- Diary of a Wimpy Kid (Tweede keer op rij)
- Dork Diaries1
- Vampire Academy1
- Witch and Wizard1

#### Favoriete videospel
- Just Dance 2 (Winnaar)
- Mario vs. Donkey Kong: Mini-Land Mayhem
- Need for Speed: Hot Pursuit
- Super Mario Galaxy 2

#### Favoriete ster Nederland/België
- Jan Kooijman (Winnaar)
- Kelly Pfaff
- Nick & Simon
- Ralf Mackenbach

### Arm FartHall of Fame(nieuwe categorie)
- Kaley Cuoco
- Josh Duhamel (Winnaar)
- Kevin James

The Big Ballot · 1988 · 1989 · 1990 · 1991 · 1992 · 1993 · 1994 · 1995 · 1996 · 1997 · 1998 · 1999 · 2000 · 2001 · 2002 · 2002 · 2003 · 2004 · 2005 · 2006 · 2007 · 2008 · 2009 · 2010 · 2011 · 2012 · 2013 · 2014 · 2015 · 2016 · 2017